# N6-Adenosin-Methyltransferase
N6-Adenosin-Methyltransferase (MT-A70) ist ein Enzym im Zellkern aller Eukaryoten, das während der Transkription die entstehende mRNA an sporadischen Positionen methyliert. Der genaue Sinn dieser Reaktion ist noch unklar; es wird vermutet, dass ein Zusammenhang mit den nachfolgenden Prozessen des Spleißens, des Transports aus dem Zellkern oder der Translation besteht. Beim Menschen wird MT-A70 in geringer Anzahl in vielen Gewebetypen exprimiert.
Die Reaktion ist nicht-stöchiometrisch. Bevorzugt werden Adenosinreste methyliert. Der normale Ablauf der Sporulation bei der Bierhefe (Saccharomyces cerevisiae) ist abhängig von einer funktionierenden MT-A70. Bei einer Studie war METTL3 eins der Gene, das in einer bestimmten Zelllinie nach Anwendung eines 50 Hz-Magnetfelds verstärkt exprimiert wurde.
{\displaystyle \mathrm {\ {\xrightarrow {MT-A70}}} }
Methylierung von Adenosin zu N6-Methyladenosin